# ナミクダヒゲエビ
ナミクダヒゲエビ（並管髭海老、学名：Solenocera melantho）は、クダヒゲエビ科に分類されるエビの1種。西太平洋熱帯域の深海に生息する中型のエビで、食用向けに漁獲される。生時から赤色系の色調を呈するため、他の深海性エビ類と同様にアカエビ（赤海老）とも呼ばれる。

## 形態
和名の通り、成体の体長は8cm程度の並の大きさのエビで、クルマエビ並の12cm以上になるものもあり珍重される。最大15cm程度。メスの方がオスよりも大きく、個体数も3割ほど多い。体表は橙を帯びたピンク色で、短毛が密生し光沢がない。水揚げして時間がたつと黒みが出る。和名にある「管鬚」の名の通り、第1触角鞭の片方(鞭)が太い管状の円筒形になっている。
第1触角鞭2対も体長の1/3以上の長さがある。額角は短く、複眼よりやや前方に出る程度で、弧状に湾曲し、上縁に8-9個の鋸歯があり、頭胸甲の後端近くまで伸びる。他のクダヒゲエビ科の種と同様に、5対の歩脚は後方のものほど細長くなり、第5歩脚は体長の7割ほどの長さになる。

## 生態
水深60-200mの深海の砂底中に生息する。自然環境下での食性については明らかでないが、飼育下ではアサリの剥き身に対して摂食行動がみられたいっぽう、マグロの切り身やオキアミに対してはまったく興味を示さなかったと報じられている。
繁殖期はおおむね7-11月である。
受精嚢に精包が付着した、交尾行動が可能な雌個体（頭胸甲の長さ24-38mm程度）は産卵期にのみ出現する。雌は、表層桿状体の出現した前成熟期の卵巣卵を持った個体（頭胸甲の長さ24mm以上）が交尾行動を行い, 交尾後に胚胞崩壊が起きて卵が成熟期を迎え, 産卵直後に精包は受精嚢から脱落すると考えられている。日の出直前から正午ごろにかけて盛んに交尾を行い, 交尾後の雌は遅くとも翌日の日の出までには産卵を終えると推定される。
なお、鹿児島湾においては、ナミクダヒゲエビと同様の環境に棲息するヨツトゲシャコSquilloides leptosquillaが、本種を高い頻度で捕食しているという。胃内容物の分析により、食餌となった生物が同定された場合、エビ類を捕食したと判断されたヨツトゲシャコ個体の42パーセントから、ナミクダヒゲエビの甲殻片や触角片が見出されたとの分析例がある。

## 分布
基準産地はインドネシアの近海（水深 216-274 m）であるという。
駿河湾からオーストラリア・インドネシア・インドまでの西太平洋およびインド洋の熱帯域に広く分布し、日本では駿河湾や遠州灘・熊野灘などで捕獲されることがあるが、鹿児島県の錦江湾が主な漁場である。東シナ海にも多産し、台湾あるいは中国においても、「大管鞭蝦」・「大紅蝦」もしくは「台湾紅蝦」などと称して、舟山群島沖から石垣島の南方にかけての漁場で食用に捕獲している。水温13-25℃、塩分濃度34‰（パーミル）以上の高塩分の水域に分布するため、長江の河口付近では見られない。

## 飼育の試み
ナミクダヒゲエビ7匹ずつを、単独（水温14.4±0.3℃：塩分濃度30.5±0.5‰：飼育水pH 8.02±0.16）
あるいは他の生物（サガミアカザエビ・カルイシヤドカリ・ギンエビスガイ・テラマチオキナエビスガイおよびカブトアヤボラ）と同居した状態（水温13.1±0.4℃：塩分濃度30.1±1.7‰：飼育水pH 7.89±0.16）で飼育したところ、ナミクダヒゲエビ単独のグループでは飼育開始から5日めに一匹が死に、51日めには計五匹が死亡したが、残り二匹は56日めまで生存した。いっぽう、他の生物と同居させた状態では、飼育開始から13日めには七匹すべてが死んだという。なお、さらに長期間の飼育には、水槽の底質を、ナミクダヒゲエビが自然環境下で棲息していると考えられる泥に近いものにすることや、捕獲にはナミクダヒゲエビが棲息する深海域と海面付近との水温差がより小さい冬季を選び、エビの活性の低下を軽減することなどが必要であるとされている。

## 利用
身は柔らかく、ホッコクアカエビなどに似た甘みがあって美味である。頭部の味噌（内臓）にもうま味がある。
深海性のエビの中では比較的漁獲量が多く、肉質も良好であることから、漁獲地周辺では重要な食用種となっている。主に深海底引き網でヒゲナガエビやサルエビなどとともに混獲され、刺身や天ぷら、塩焼き・寿司だね、あるいは唐揚げなどの素材として食用になる。鹿児島県鹿屋市周辺では錦江湾で捕獲されたものが流通することがあるが、地元でも希少である。鹿児島県ではあかえび、だっまえびなどと称し、調理用の食材のほか、小ぶりなものはヒゲナガエビ（たかえび）と同様に、丸ごと焼いてから乾燥させ、雑煮や汁物の出汁用としても利用する。中国では冷凍品として加工されたものも流通し、炒め物や煮物などにも利用される。

## 近縁種
クダヒゲエビ属 Solenocera には35種ほどが認められており、主なものに以下の種がある。
- S. africana Stebbing, 1917 – 英語 African mud shrimp
- S. agassizii Faxon, 1893 – 英語 kolibri shrimp
- S. alfonso Pérez Farfante, 1981
- S. alticarinata Kubo, 1949 – コウダカクダヒゲエビ。英語 highridged mud shrimp、中国語 高脊管鞭蝦、大頭紅。愛知県沖からマレー半島周辺にかけて分布。
- S. atlantidis Burkenroad, 1939 – 英語 dwarf humpback shrimp
- S. choprai Nataraj, 1945 – 英語 ridgeback shrimp
- S. crassicornis H. Milne Edwards1837 – アカスエビ。英語 coastal mud shrimp、インドネシア語 udang krosok、中国語 中華管鞭蝦。東シナ海からアラフラ海にかけて分布。
- S. florea Burkenroad, 1938 – 英語 flower shrimp
- S. geijskesi Holthuis, 1959 – 英語 Guiana mud shrimp
- S. hextii Wood-Mason and Alcock, 1891 – 英語 deep-sea mud shrimp
- S. koelbeli De Man, 1911 – ヒゲナガクダヒゲエビ。英語 Chinese mud shrimp、中国語 凹管鞭蝦。日本近海から南シナ海にかけて分布。
- S. membranacea Risso, 1816 – 英語 Atlantic mud shrimp
- S. necopina Burkenroad, 1939 – 英語 deepwater humpback shrimp
- S. pectinata Bate, 1888 – 英語 comb shrimp
- S. vioscai Burkenroad, 1934 – 英語 humpback shrimp